# دونالد كوفي تاكر
دونالد كوفي تاكر (بالإنجليزية: Donald Kofi Tucker)‏ هو سياسي أمريكي، ولد في 18 مارس 1938، وتوفي في 17 أكتوبر 2005. انتخب عضو جمعية نيوجيرسي العامة.